# شارلوته براي
شارلوته براي (بالإنجليزية: Charlotte Bray)‏ هي ملحنة بريطانية، ولدت في 1982.

## وصلات خارجية
- شارلوته براي على موقع ميوزك برينز (الإنجليزية)
- شارلوته براي على موقع أول ميوزيك (الإنجليزية)
- شارلوته براي على موقع ديسكوغز (الإنجليزية)